# Stefan Nimke
Stefan Nimke (n. 1 martie 1978, Hagenow, Republica Democrată Germană, Germania) este un ciclist german, medaliat olimpic. A participat la 3 ediții ale Jocurilor Olimpice (2000, 2004, 2008) în care a câștigat o medalie de argint și o medalie de bronz.